# Christian Jones (basket-ball)
Pour les articles homonymes, voir Christian Jones (pilote automobile).
Christian Jones, né le 17 janvier 1992, à Arlington, au Texas, est un joueur américain de basket-ball. Il évolue au poste d'ailier fort. 